# Gustav von Elben
Gustav Karl Christian Elben, ab 1892 von Elben, (* 6. Oktober 1832 in Reutlingen; † 12. August 1912 in Stuttgart) war ein deutscher Jurist und Politiker.

## Herkunft
Elben wurde als Sohn des Finanzrates und späteren Präsidenten der Oberrechnungskammer, Friedrich Gustav von Elben (1797–1869), geboren. Aus seiner Familie stammten viele Honoratioren der württembergischen Haupt- und Residenzstadt Stuttgart und die Elbens galten als eine der renommierten Familien der württembergischen Ehrbarkeit. Elbens Mutter hieß Charlotte geb. Pfizer (1806–1870) und war die Tochter eines Obertribunaldirektors in Stuttgart. Elbens Großvater war der Gründer des Schwäbischen Merkurs, Christian Gottfried Elben (1754–1829).

## Leben
Nach dem Besuch des Gymnasiums in Reutlingen studierte Elben Rechtswissenschaften an der Universität Tübingen. Dort wurde er 1850 Mitglied der Burschenschaft Germania Tübingen. Nach seinem Studium war er ab 1859 Auditor bei der Mobilmachung in Stuttgart und ab 1865 Kriminal-Amtsaktuar. 1869 wurde er Kreisrichter und Staatsanwalt in Esslingen, ab 1876 Kreisgerichtsrat. 1879 ging Gustav Elben als Erster Staatsanwalt zum Landgericht Ravensburg, später nach Tübingen und 1887 nach Stuttgart. Ab 1893 war er Oberlandesgerichtsrat und wurde 1896 Senatspräsident am Oberlandesgericht Stuttgart. 
Für das Oberamt Cannstatt war er von 1875 bis 1880 Mitglied des Württembergischen Landtags. Er war Mitglied in der Staatsrechtlichen und der Justiz-Kommission. Außerdem betätigte sich Gustav von Elben als Vorstand des Disziplinarhofs für Staatsbeamte, als Präsident der Kaiserlichen Disziplinarkammer für Reichsbeamte in Stuttgart und als Mitglied des Disziplinarhofs für Körperschaftsbeamte.
1892 erhielt er das Ehrenritterkreuz des Ordens der Württembergischen Krone und dem damit verbundenen persönlichen, nicht vererbbaren Adel.

## Familie
Elben heiratete 1863 Luise Fischer (1844–1891), die Tochter eines Stuttgarter Oberfinanzrates. Aus der Ehe gingen drei Kinder hervor.